# José María Leal Gutiérrez
José María Leal Gutiérrez fue Rector de la Universidad Autónoma de Tamaulipas entre 2006 y diciembre de 2013. También se ha desempeñado como representante de la UAT ante el Consejo de Universidades Públicas e Instituciones Afines (CUPIA) de la Asociación Nacional de Universidades e Instituciones de Educación Superior, ANUIES.

## Biografía
José María Leal Gutiérrez nació el 21 de julio de 1965 en Reynosa, Tamaulipas. Estudió ingeniería agroindustrial en la casa de estudios que preside, carrera de la que egresó en 1988. En la misma universidad estudió la Maestría en Educación Superior. Ha dedicado su vida a la consolidación de la educación superior en Tamaulipas y en México desde la UAT, en donde se ha desempeñado como docente, funcionario en diversos cargos y director de la Unidad Académica Multidisciplinaria Reynosa-Rhode, de la que alguna vez fue alumno.

## Al frente de la UAT
La gestión de José María Leal Gutiérrez se ha distinguido por extender las alianzas estratégicas de la Universidad Autónoma de Tamaulipas. El 13 de marzo de 2013, con motivo del tercer informe rectoral del periodo actual, el Rector ratificó el compromiso que tiene la UAT con el futuro profesional de sus estudiantes, pero también el compromiso de la comunidad universitaria con el futuro de Tamaulipas y del país. En este sentido, los esfuerzos de la administración actual se han concentrado en extender la presencia de la Universidad celebrando convenios y llevando a cabo acercamientos con instituciones tanto públicas como privadas. Destaca la gestión de convenios de colaboración con universidades nacionales e internacionales como la Universidad de Harvard, el Instituto Politécnico Nacional, la Universidad Nacional de Cajamarca, la Universidad de Edinburgo, la Universidad de California, la Universidad Tecnológica Nacional (Argentina), la Universidad de Santiago de Chile, la Universidad de Murcia, la Universidade Federal do Pampa (Brasil), la Universidad de La Habana, así como con instituciones estatales, nacionales e internacionales como el DIF Tamaulipas, la Secretaría de Salud del estado de Tamaulipas, la Unión de Citricultores y Empresarios Forestales, LASPAU (sección del Programa Fulbright) y el Consorcio Mundial para la Investigación sobre México (PROFMEX).
En 2013 la UAT efectuó un acercamiento con el IFE para promover el uso de la boleta electrónica. Además, en enero del mismo año la UAT se integró a la Red Delfín, un sistema de colaboración académica y de investigación entre las principales universidades de México y centros de investigación de América Latina y del Caribe. Con la presencia en la Red Delfín, Leal Gutiérrez ratificó el compromiso de la UAT en fortalecer su influencia continental.
En materia de vinculación empresarial, en la administración de Leal Gutiérrez la UAT ha establecido alianzas con empresas de alto perfil tanto nacionales como extranjeras, como son Microsoft, Sun Microsystems, Petróleos Mexicanos, Halliburton, Schlumberger, Petrobras, Repsol, Comisión Federal de Electricidad, Grupo Vitro, Tecpetrol, Comapa Reynosa, MPG Petroleum, Comisión de Cooperación Ecológica Fronteriza, Reynosa Asociación de Maquiladoras, Instituto Nacional de Ecología, ISDS, IHSA y GPA Energy.
La gestión de José María Leal Gutiérrez se ha enfocado también en ampliar la oferta académica para permitirle a más jóvenes obtener una formación relacionada con las industrias clave de la región. Entre 2006 y 2012 fueron creados seis nuevos planes de estudio, entre los que destacan Ingeniería Petrolera, Ingeniería en Mantenimiento Industrial y la licenciatura en Negocios Internacionales.
El 26 de diciembre de 2013, Leal Gutiérrez fue suplantado como rector de la UAT por Enrique Carlos Etienne Pérez del Río.